# Prinses Julianakamp
Het Prinses Julianakamp, beter bekend als het Milvakamp, was een Nederlands militair kamp dat lag in de Haagse wijk Kijkduin en bestond reeds voor de Tweede Wereldoorlog. Het terrein heeft gefungeerd tot 1992.

## Geschiedenis
Het kamp bestond al als militair kamp voor de Tweede Wereldoorlog en bestond uit diverse barakken, een sporthal en sportvelden. Het was omgeven door een afzetting en had een door militaire bewaking voorziene toegangspoort met een slagboom. Tijdens de Tweede Wereldoorlog was het kamp in handen van de Duitse bezetter. Na deze periode kwam het weer in Nederlandse handen en werd het in 1945 tot 1947 gebruikt door het in dat jaar opgerichte Indisch Instructie Bataljon voor de opleiding van rekruten die naar Nederlands-Indië voor de ordehandhaving aldaar werden uitgezonden, en dat in 1947 naar Nijmegen werd overgeplaatst. In 1947 werd het aan de Koninklijke Landmacht toegewezen voor de huisvesting van de afdeling Vrouwen Hulpkorps (VHK) en daarna aan de in 1951 vanuit de VHK en het Nederlands Verpleegsters Korps der Landmacht (NVKL) opgerichte Militaire Vrouwenafdeling (MILVA). Het terrein bestond toen uit vijf verblijfsbarakken, twee magazijnen, een kantine, een onderofficiersmess, een officiersmess, een sportzaal en de ontmoetingsruimte De Centrale. Hoewel de officiële naam van het kamp Prinses Julianakamp was, kreeg het in de volksmond al snel de naam Milvakamp. Adspirant-Milva's kregen in dit kamp hun opleiding.
In 1968 werd door Nederland het verdrag van New York getekend, dat inhield dat de vrouwen gelijkgeschakeld moesten worden aan de mannelijk militairen. Dit had tot gevolg dat de bewoonsters van het kamp werden ondergebracht op de Alexanderkazerne in Den Haag en het gebied werd overgedragen aan de gemeente. Doordat het kamp daarna leegstond werd door de Kabouterbeweging van Oranje Vrijstaat in gekraakt. De gemeente Den Haag kwam hierop in actie door het kamp deels af te breken, waarbij alleen de officiersmess, de sportzaal en De Centrale intact bleven. In De Centrale werd vanaf 1977 tot 1992 de disco-uitgaansgelegenheid voor ‘het betere publiek’ Club Westwood gevestigd, terwijl het vrijgekomen terrein werd gebruikt voor evenementen. In 1992 werd voor deze club een ander huisvesting gevonden, zodat de gemeente de overgebleven bebouwing kon slopen en het gebied inrichtte als woonwijk.
De naam van het kamp dient niet te worden verward met het krijgsgevengenenkamp uit de periode 1943-1945 te Amahei op het eiland Ceram in voormalig Nederlands-Indië, dat onofficieel Julianakamp werd genoemd.